# جون وود (دبلوماسي)
جون وود (بالإنجليزية: John Wood)‏ هو دبلوماسي نيوزيلندي، ولد في 1944.